# Serooskerke (Veere)
Serooskerke (Zeeuws: Strôskerke) is een dorp in de Nederlandse provincie Zeeland. Het ligt in de gemeente Veere en telde op 1 januari 2023 1.870 inwoners. Het is een typisch Walchers dorp met een kleine oude dorpskern, bestaande uit kerk met kerkplein, enige nieuwbouw en een aantal boerderijen daaromheen. Net ten oosten van het dorp loopt de N57, in noord-zuid richting van de Oosterscheldekering richting Middelburg.

## Geschiedenis
Het dorp wordt in de 12e eeuw voor het eerst vermeld als Alartskintskerke. Vanaf de 13e eeuw heet het dorp 's-Heer-Alartskerke, wat in de loop der eeuwen tot de huidige naam verbasterd is. Het dorp bevatte in de middeleeuwen een klooster.
In 1803 werden de ambachtsheerlijkheden Rijnsburg, Hondegems Ambacht en Serooskerke, samengevoegd tot de nieuwe gemeente Serooskerke. Rijnsburg leeft begin 21e eeuw nog voort als huisnaam, campingnaam en in de naam van Rijnsburgseweg, en Hondegems Ambacht alleen in de naam van de Hondegemsweg. In 1844 bestond Hondegems Ambacht nog maar uit 1 huis met 7 inwoners. Op de plek van de voormalige heerlijkheid staat nu een moderne boerderij.
In 1966 kreeg het dorp Serooskerke nationale faam door een waardevolle historische vondst. Een boerenknecht stuitte bij het graven in een preiveldje op een gouden munt. De schat bestond uiteindelijk uit ruim duizend gouden munten. De munten dateerden uit de periode eind 16e, begin 17e eeuw. Nog nooit was er zo'n verscheidenheid aan munten gevonden. De goudschat leverde een bedrag van 600.000 gulden op (ruim 340.000 euro), waar de gemeente voor de helft aanspraak op kon maken. Als cadeau aan het dorp werd het zwembad De Goudvijver gebouwd.
In 1979 werd opnieuw een muntschat gevonden, dit keer bestaande uit 850 zilveren munten en in zijn geheel eigendom van de gemeente Veere.
Serooskerke was van 1811 tot 1 juli 1966 een zelfstandige gemeente, sindsdien behoort het dorp tot de gemeente Veere.
Op het voormalige eiland Schouwen in de gemeente Schouwen-Duiveland ligt eveneens een dorp met de naam Serooskerke. Ter voorkoming van verwarring worden soms de namen van de eilanden toegevoegd aan de plaatsnaam: Serooskerke (Walcheren) en Serooskerke (Schouwen)'; het toevoegen van de namen van de gemeenten is veel minder gebruikelijk.

## Monumenten

### Kerk
De kerk met onvoltooide toren stamt uit 15e eeuw, de spits is na stormschade in 1966 gerestaureerd. De toren heeft overhoeks geplaatste steunberen en in de noordmuur bevindt zich een ingebouwde trap. Tijdens het beleg van Middelburg (1572-1574) verdween het koor van de kerk. In de 17e eeuw werd de kerk gedeeltelijk verbouwd, waarschijnlijk zijn de verschillende afmetingen van de ramen toen ontstaan. In het interieur bevindt zich een preekstoel uit 1661 en de orgelombouw stamt uit het tweede kwart van de 18e eeuw. Tevens is er een grafzerk van Philibert van Tuyll van Serooskerke die in 1661 is overleden en van Vincentia Magdalena van Swieten, zijn eerste vrouw, overleden in 1629.

### Molen
Even ten noorden van het dorp staat de korenmolen De Jonge Johannes, een houten achtkante molen uit 1835.

## Geboren te Serooskerke
- Chris Broerse (1902-1995), tuinman en landschapsarchitect
- Kees Broerse (1900-1972), beeldend kunstenaar

## Foto's Serooskerke

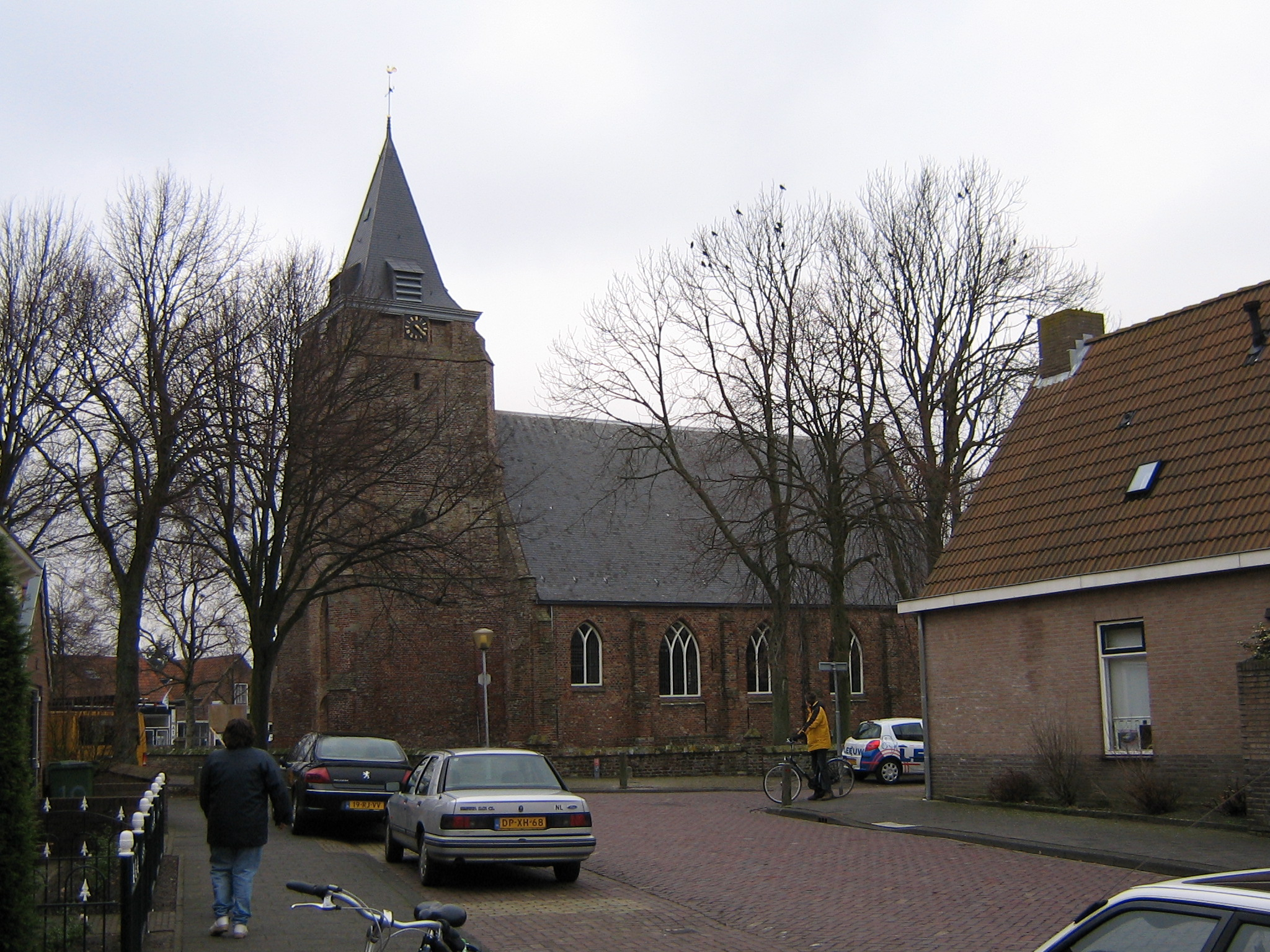
Zicht op Serooskerke
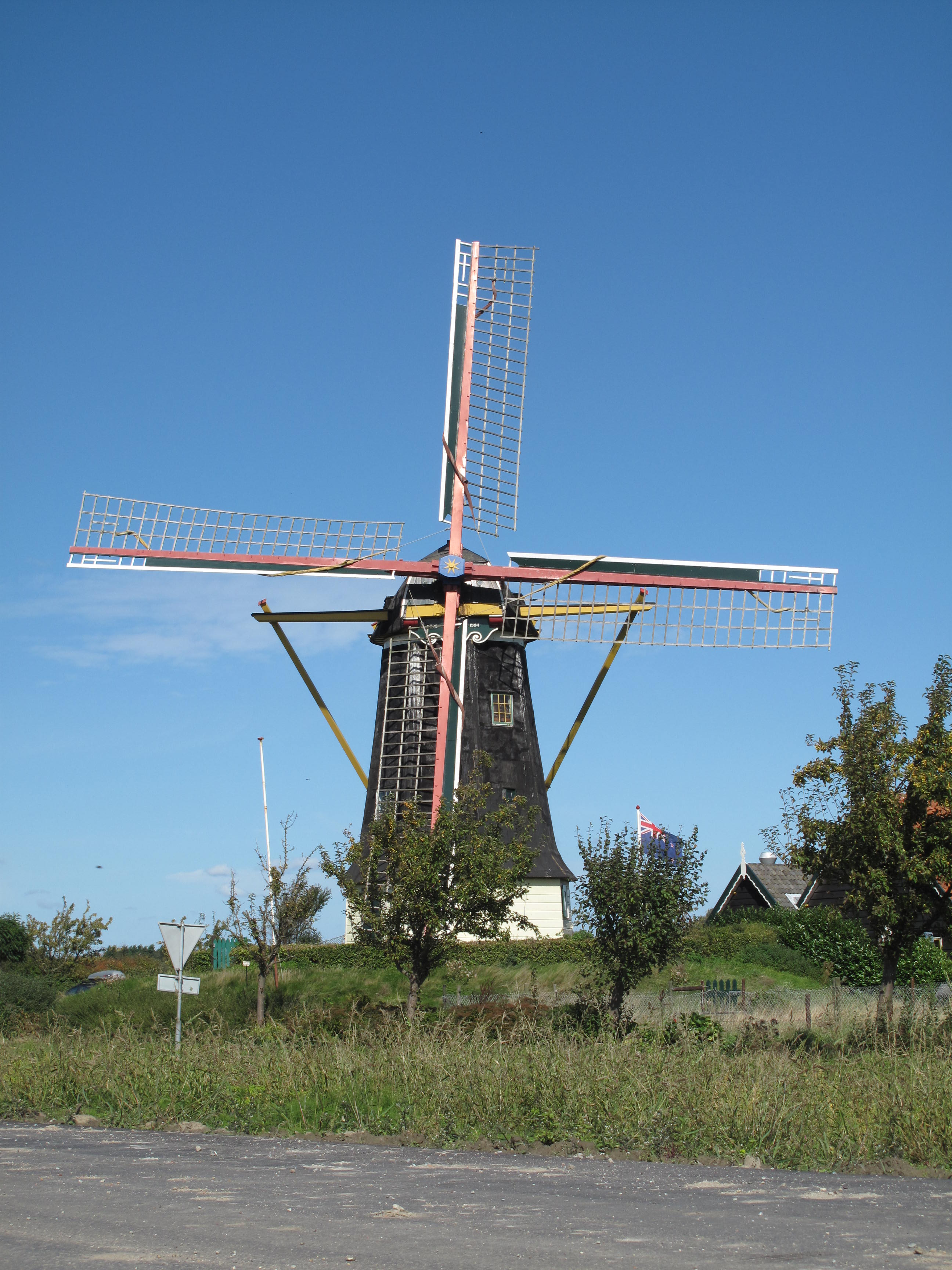
Serooskerke, molen